# Андрощук, Иван Степанович
Иван Степанович Андрощук (1911—1998) — участник Великой Отечественной войны, командир 2-го танкового батальона 64-й отдельной гвардейской танковой бригады (1-й гвардейской танковой армии, 1-го Белорусского фронта), гвардии капитан. Герой Советского Союза (1945).

## Биография
Родился 14 ноября (по новому стилю) 1911 года в с. Аннополь ныне Шепетовского района Хмельницкой области Украины. Украинец. Был в семье старший из шести братьев.
Образование 7 классов. В Красной Армии в 1933—1936 годах и с 1939 года. Член КПСС с 1942 года.
Срочную службу отслужил на Дальнем Востоке. Позже его, как резервиста, переучили на танкиста, и в 1939 году в составе танкового экипажа Иван принимал участие в военной кампании по освобождению Западной Украины. В мае 1941 года Андрощука призвали на переподготовку в летние лагеря под г. Чугуевым Харьковской области, где он встретил войну.
Решением правительства танковое училище, проводившее подготовку в этих лагерях, и сам Харьковский танковый завод были срочно эвакуированы на Урал. Около года старшина, а затем младший лейтенант Иван Андрощук готовил танкистов в г. Златоусте Челябинской области. Осенью 1942 года по собственному рапорту был направления на фронт. Прошёл курсы командиров-танкистов, после окончания которых был назначен командиром танкового взвода. Вскоре стал командиром танковой роты.
Участник Курской битвы, операции под Корсунь-Шевченковским, освобождал г. Черновцы и Польшу. Участник битвы за Берлин, войну окончил командиром танкового батальона.
После войны продолжал службу в Советской Армии. В 1950 году окончил Ленинградскую высшую школу БТВ. С 1957 года подполковник Андрощук — в запасе. Жил в г. Днепропетровске. Вёл общественно-политическую работу.
Умер в 1998 году.

## Память
- На доме, где жил Иван Андрощук, находится мраморная табличка.
- Его именем названа улица в прибрежном посёлке имени Шевченко Самарского района города Днепропетровска.

## Награды
- Указом Президиума Верховного Совета СССР от 31 мая 1945 года присвоено звание Героя Советского Союза.
- Награждён двумя орденами Ленина, орденам Красного Знамени, тремя орденами Красной Звезды, а также другими орденами и медалями.

Из наградного листа:

«С 16 по 29 апреля 1945 года по прорыву обороны на подступах к Берлину, командуя ротой, потом батальоном, проявил исключительную отвагу и героизм: 24 апреля в районе Бухгольд противник сосредоточил большую группу танков и пехоты с целью ударить во фланг нашим подразделениям. Батальону Андрощука было приказано овладеть сильно укрепленным опорным пунктом обороны противника — Бухгольд. Несмотря на ожесточенность сопротивления и наличия тяжелых танков „королевский тигр“, орудий и фаустников, батальон, умело маневрируя и подавляя врага, массированным ударом вывел роты в назначенный район.
Когда движение танков приостановилось, Андрощук выдвинулся вперед и ворвался в город Бухгольд с передовым взводом. Лично уничтожил немецкий танк. В уличных боях в Берлине 24-29 апреля Андрощук, умело взаимодействуя со 172-м гв. стрелковым полком 57-й гв. стрелковой дивизии, преодолел сопротивление и очистил ряд улиц Берлина. Ворвался в центральную часть города. За это время батальон уничтожил 7 танков, 4 САУ, 6 бронемашин, 6 артиллерийских и 7 минометных батарей и до 735 фашистов и 167 фаустников».